# Aérotrain

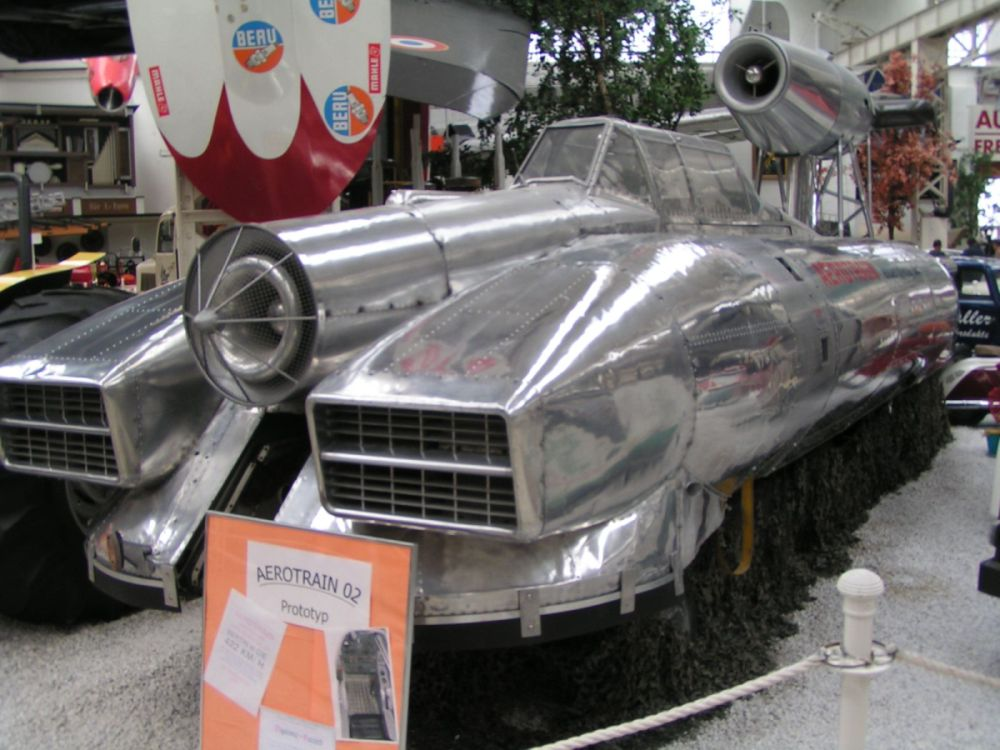
Prototyp 2 generacji

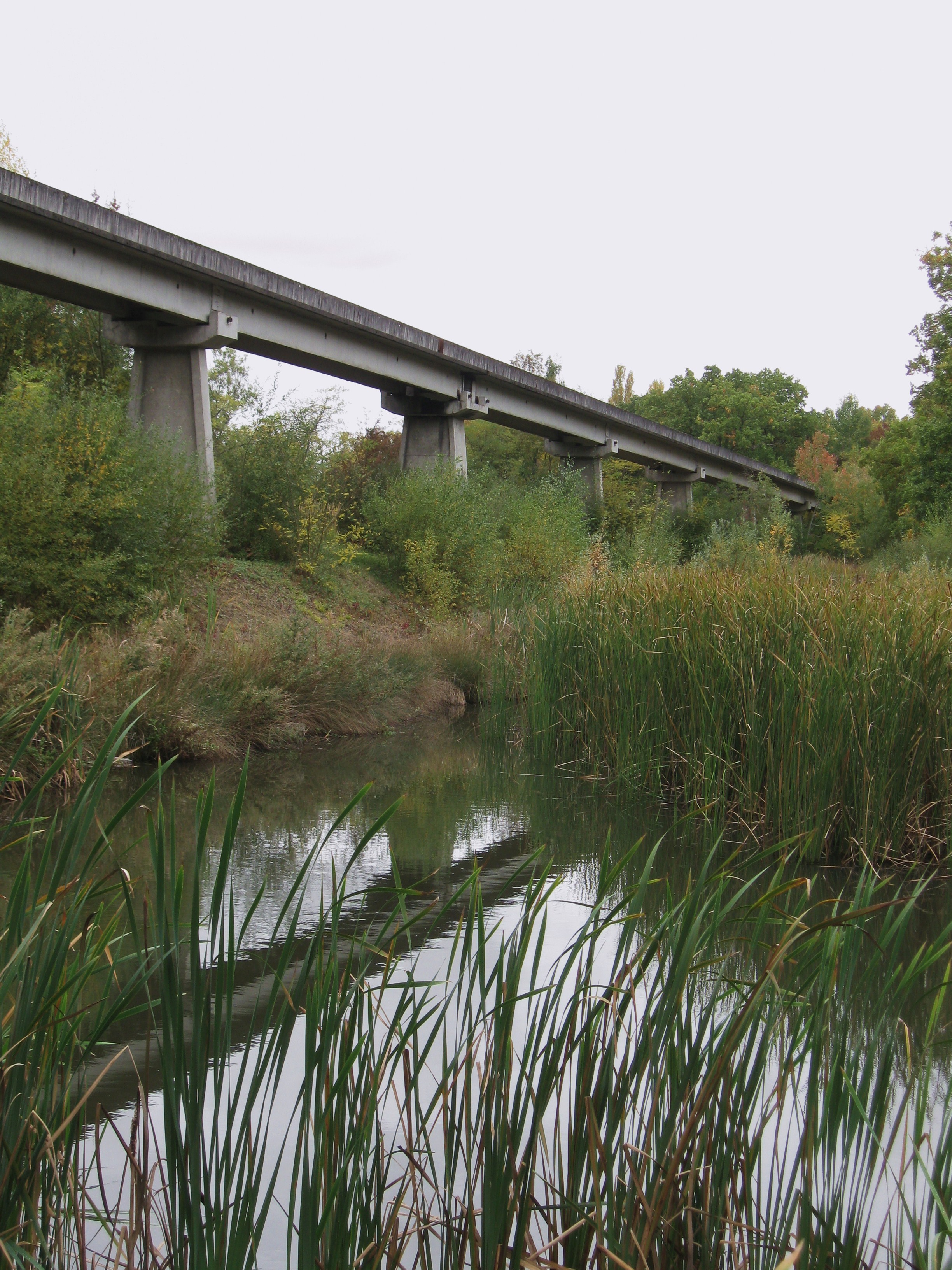
Trasa testowa

Aérotrain − prototypowy środek transportu rozwijany przez Francję w latach 60. i 70. XX wieku jako rodzaj kolei dużych prędkości, ostatecznie zarzucony na rzecz TGV. Projektem zarządzał inżynier Jean Bertin. Projektowany pojazd był poduszkowcem poruszającym się po specjalnie przygotowanym torze, zaś napęd stanowić miał silnik odrzutowy lub turbośmigłowy. Pierwszy tor (jednoszynowy) z żelbetu zbudowano pomiędzy Gometz-le-Châtel i Limours w 1966 roku. Opierał się on na wspornikach, które wynosiły go ponad ziemię; sam tor był T-kształtny i miał 6,7 km długości. W 1969 roku zbudowano z aluminium i asfaltu drugi tor oraz liczącą 18 km trasę w Loiret. 5 marca 1974 roku osiągnięto prędkość testowanego pociągu równą 430 km/h. Ostatecznie projekt zarzucono, a w roku 2007 eksperymentalny tor częściowo rozebrano.
Podobne rozwiązanie w latach 70. zaproponowali także Amerykanie; firma Rohr Industries Inc zbudowała pierwszy prototypowy pojazd i rozpoczęła w 1972 roku testy na zbudowanym w Kalifornii torze o długości 2,4 km. Osiągnięto prędkość 230 km/h. Projekt zarzucono ze względu na wyjątkowo wysoki koszt torowiska. Od 2009 roku ostatni amerykański pociąg Aerotrain znajduje się w muzeum kolejnictwa w Pueblo.